# Houck
Houck (navaho Maʼiitoʼí) és una concentració de població designada pel cens dels Estats Units a l'estat d'Arizona. Segons el cens del 2000 tenia 1.087 habitants.

## Demografia
Segons el cens del 2000, Houck tenia 1.087 habitants, 312 habitatges, i 234 famílies La densitat de població era de 9,9 habitants/km².
Dels 312 habitatges en un 47,1% hi vivien nens de menys de 18 anys, en un 37,8% hi vivien parelles casades, en un 28,2% dones solteres, i en un 25% no eren unitats familiars. En el 22,4% dels habitatges hi vivien persones soles el 5,1% de les quals corresponia a persones de 65 anys o més que vivien soles. El nombre mitjà de persones vivint en cada habitatge era de 3,48 i el nombre mitjà de persones que vivien en cada família era de 4,19.
Per edats la població es repartia de la següent manera: un 42,2% tenia menys de 18 anys, un 7,3% entre 18 i 24, un 24,9% entre 25 i 44, un 19,1% de 45 a 60 i un 6,4% 65 anys o més.
L'edat mediana era de 26 anys. Per cada 100 dones de 18 o més anys hi havia 92,6 homes.
La renda mediana per habitatge era de 12.353 $ i la renda mediana per família de 20.208 $. Els homes tenien una renda mediana de 18.750 $ mentre que les dones 22.788 $. La renda per capita de la població era de 5.219 $. Aproximadament el 53,8% de les famílies i el 53,5% de la població estaven per davall del llindar de pobresa.
Segons el cens dels Estats Units del 2010 el 95,58% són nadius americans i el 2,21% blancs.

## Poblacions properes
El següent diagrama mostra les poblacions més properes.